# Marie Tereza Savojská
Marie Tereza Savojská, celým jménem Maria Theresia Fernanda Felicitas Gaetana von Savoyen (19. září 1803, Řím – 16. července 1879, San Martino, Vignale, Itálie) byla dcerou Victora Emanuela I., krále Sardinie, a Marie Terezy Rakouské-Este. Jako manželka Karla Ludvíka se stala v letech 1824–1847 vévodkyní z Luccy a následně 1847–1849 vévodkyní z Parmy.

## Život
Narodila se v paláci šlechtické rodiny Colonnů v Římě. Její sestra-dvojče Marie Anna se později stala rakouskou císařovnou. Obě princezny byly pokřtěny 20. září 1803 papežem Piem VII. a jejich kmotry byly prarodiče z matčiny strany, vévoda Ferdinand Karel Rakouský-Este a Marie Beatrice Ricciarda d'Este. Tento křest je zobrazen na plátně, které vlastní Museo di Roma.
Roky svého dětství strávila převážně v Cagliari na Sardinii, kam její rodina odešla z Říma v únoru 1806 z obavy před armádou Napoleona Bonaparta. Byla silně nábožensky založená a poté, co se uzdravila z těžkého onemocnění, uvažovala o tom, že se stane jeptiškou. V roce 1814 se stal její otec vládcem Piemontu a odešel do Turína. Marie Tereza ho následovala až v roce 1815 po Napoleonově pádu. Nalodila se na Sardinii na britskou loď, která mířila do Janova, a odtud nastoupila cestu do Turína za otcem .
Zde se 15. srpna 1820 provdala v zastoupení (per procurationem) za Karla Ludvíka. Vlastní obřad proběhl 5. září 1820 v Lucce. Jejich zdejší dvůr ale ovládala silnou rukou jeho matka Marie Luisa. Také její vztahy k manželovi nebyly ideální. Jako katolička nelibě nesla jeho náklonnost k životním radovánkám. Měli spolu dceru a syna, dospělosti se však dožil jen jejich mužský potomek:
- 1. Luisa (29. 10. 1821 – 8. 9. 1823)[1]
- 2. Karel III. (14. 1. 1823 Lucca – 27. 3. 1854 Parma), vévoda parmský od roku 1849 až do své smrti[2]
⚭ 1845 Luisa Marie Terezie z Artois (21. 9. 1819 Paříž – 1. 2. 1864 Benátky)[3]

Karel Ludvík se ujal vlády v Lucce 13. března 1824 po smrti své matky a Marie Tereza se tedy stala vévodkyní z Luccy. Vánoce roku 1825 strávila se svým manželem v Římě, účastnila se zde oslav Svatého roku. Stále více se ale stranila společenského života. Těžce nesla aféry svého muže, což se u ní projevilo nervovým onemocněním. Přesto ho doprovázela na jeho cestách. Navštívili spolu příbuzné v Drážďanech, určitou dobu pak pobývala ve Vídni u své babičky Marie Beatrice d'Este. Po její smrti v listopadu 1829 se vrátila zpátky do Luccy. V roce 1832 spolu odjeli do Turína, pobývali ve Vídni, v Praze a procestovali Německo, sama se pak usadila na čas ve Vídni, kde bydlela v paláci Kinských. Zde ji také bolestně zasáhla zpráva, že její muž konvertoval k protestantismu. V srpnu 1833 se vrátila do Luccy, odešla od manžela a usadila se ve vile v Pianore.
Zcela se stáhla ze společenského dění a svůj život trávila převáženě ve společnosti jeptišek a mnichů. V roce 1838 se zúčastnila spolu se svým mužem korunovace císaře Ferdinanda I. za krále Lombardie a Benátska v milánské katedrále. Roku 1845 se její syn oženil s francouzskou princeznou Luisou Marií Terezií z Artois.
Bouřlivé události v regionu donutily Marii Terezu odejít v září 1847 do Janova. V říjnu téhož roku se její muž vzdal vévodského postavení v Lucce, stává se ale po smrti druhé Napoleonovy manželky, Marie-Luisy Rakouské, jako Karel II. Parmský vévodou z Parmy. Ale i zde vypukla v březnu roku 1848 revoluce, donutila ho do roka (březen 1849) abdikovat ve prospěch vlastního syna, který zde nastupuje na trůn jako Karel III. Parmský. Marie Tereza tráví tyto bouřlivé měsíce nedaleko Turína. V prosinci 1849 se vrací do svého domu v Pianore.
Po zavraždění svého syna v roce 1854 nechala na jeho památku postavit ve Viareggiu kapli. Roku 1855 začala zaznamenávat své vzpomínky. Od roku 1866 žila ve vile v San Martinu ve Vignale severně od Luccy. Zde umírá 1879 ve stáří 75 let a je pochována na hřbitově Campo Verano v Římě.

## Vývod z předků
|                       |                                      |  |                         |                                             |  |  |  |  |  |  |  | Viktor Amadeus II. |
|                       |                                      |  |                         |                                             |  |  |  |  |  |  |  |                    |
|                       | Karel Emanuel III.                   |  |                         |                                             |  |  |  |  |  |  |  |                    |
|                       |                                      |  |                         |                                             |  |  |  |  |  |  |  |                    |
|                       |                                      |  |                         | Anna Marie Orléanská                        |  |  |  |  |  |  |  |                    |
|                       |                                      |  |                         |                                             |  |  |  |  |  |  |  |                    |
|                       | Viktor Amadeus III.                  |  |                         |                                             |  |  |  |  |  |  |  |                    |
|                       |                                      |  |                         |                                             |  |  |  |  |  |  |  |                    |
|                       |                                      |  |                         | Arnošt Leopold Hesensko-Rotenburský         |  |  |  |  |  |  |  |                    |
|                       |                                      |  |                         |                                             |  |  |  |  |  |  |  |                    |
|                       | Polyxena Hesensko-Rotenburská        |  |                         |                                             |  |  |  |  |  |  |  |                    |
|                       |                                      |  |                         |                                             |  |  |  |  |  |  |  |                    |
|                       |                                      |  |                         | Eleonora z Löwenstein-Wertheim              |  |  |  |  |  |  |  |                    |
|                       |                                      |  |                         |                                             |  |  |  |  |  |  |  |                    |
|                       | Viktor Emanuel I.                    |  |                         |                                             |  |  |  |  |  |  |  |                    |
|                       |                                      |  |                         |                                             |  |  |  |  |  |  |  |                    |
|                       |                                      |  |                         | Ludvík Francouzský                          |  |  |  |  |  |  |  |                    |
|                       |                                      |  |                         |                                             |  |  |  |  |  |  |  |                    |
|                       | Filip V. Španělský                   |  |                         |                                             |  |  |  |  |  |  |  |                    |
|                       |                                      |  |                         |                                             |  |  |  |  |  |  |  |                    |
|                       |                                      |  |                         | Marie Anna Bavorská                         |  |  |  |  |  |  |  |                    |
|                       |                                      |  |                         |                                             |  |  |  |  |  |  |  |                    |
|                       | Marie Antonie Španělská              |  |                         |                                             |  |  |  |  |  |  |  |                    |
|                       |                                      |  |                         |                                             |  |  |  |  |  |  |  |                    |
|                       |                                      |  |                         | Eduard II. Parmský                          |  |  |  |  |  |  |  |                    |
|                       |                                      |  |                         |                                             |  |  |  |  |  |  |  |                    |
|                       | Alžběta Parmská                      |  |                         |                                             |  |  |  |  |  |  |  |                    |
|                       |                                      |  |                         |                                             |  |  |  |  |  |  |  |                    |
|                       |                                      |  |                         | Dorotea Žofie Falcko-Neuburská              |  |  |  |  |  |  |  |                    |
|                       |                                      |  |                         |                                             |  |  |  |  |  |  |  |                    |
| Marie Tereza Savojská |                                      |  |                         |                                             |  |  |  |  |  |  |  |                    |
|                       |                                      |  |                         |                                             |  |  |  |  |  |  |  |                    |
|                       |                                      |  | Leopold Josef Lotrinský |                                             |  |  |  |  |  |  |  |                    |
|                       |                                      |  |                         |                                             |  |  |  |  |  |  |  |                    |
|                       | František I. Štěpán Lotrinský        |  |                         |                                             |  |  |  |  |  |  |  |                    |
|                       |                                      |  |                         |                                             |  |  |  |  |  |  |  |                    |
|                       |                                      |  |                         | Alžběta Charlotta Orléanská                 |  |  |  |  |  |  |  |                    |
|                       |                                      |  |                         |                                             |  |  |  |  |  |  |  |                    |
|                       | Ferdinand Karel Habsbursko-Lotrinský |  |                         |                                             |  |  |  |  |  |  |  |                    |
|                       |                                      |  |                         |                                             |  |  |  |  |  |  |  |                    |
|                       |                                      |  |                         | Karel VI.                                   |  |  |  |  |  |  |  |                    |
|                       |                                      |  |                         |                                             |  |  |  |  |  |  |  |                    |
|                       | Marie Terezie                        |  |                         |                                             |  |  |  |  |  |  |  |                    |
|                       |                                      |  |                         |                                             |  |  |  |  |  |  |  |                    |
|                       |                                      |  |                         | Alžběta Kristýna Brunšvicko-Wolfenbüttelská |  |  |  |  |  |  |  |                    |
|                       |                                      |  |                         |                                             |  |  |  |  |  |  |  |                    |
|                       | Marie Tereza Rakouská-Este           |  |                         |                                             |  |  |  |  |  |  |  |                    |
|                       |                                      |  |                         |                                             |  |  |  |  |  |  |  |                    |
|                       |                                      |  |                         | František III. d'Este                       |  |  |  |  |  |  |  |                    |
|                       |                                      |  |                         |                                             |  |  |  |  |  |  |  |                    |
|                       | Ercole III. d'Este                   |  |                         |                                             |  |  |  |  |  |  |  |                    |
|                       |                                      |  |                         |                                             |  |  |  |  |  |  |  |                    |
|                       |                                      |  |                         | Šarlota Aglaé Orléanská                     |  |  |  |  |  |  |  |                    |
|                       |                                      |  |                         |                                             |  |  |  |  |  |  |  |                    |
|                       | Marie Beatrice d'Este                |  |                         |                                             |  |  |  |  |  |  |  |                    |
|                       |                                      |  |                         |                                             |  |  |  |  |  |  |  |                    |
|                       |                                      |  |                         | Alderano I. Cibo-Malsapina                  |  |  |  |  |  |  |  |                    |
|                       |                                      |  |                         |                                             |  |  |  |  |  |  |  |                    |
|                       | Marie Tereza Cybo-Malaspina          |  |                         |                                             |  |  |  |  |  |  |  |                    |
|                       |                                      |  |                         |                                             |  |  |  |  |  |  |  |                    |
|                       |                                      |  |                         | Ricciardia Gonzaga                          |  |  |  |  |  |  |  |                    |
|                       |                                      |  |                         |                                             |  |  |  |  |  |  |  |                    |